# Geruchsfetischismus

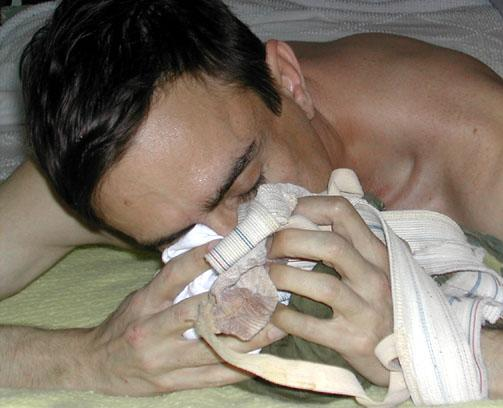
Riechen an getragenen Unterhosen ist eine klassische Form der Olfaktophilie

Geruchsfetischismus oder Olfaktophilie (lat. olfacere – „riechen“ und griech. philos – der Freund) ist eine sexuelle Devianz, bei der die sexuelle Erregung durch Geruchsempfindungen von – verbreitet unangenehm empfundenen – Körpergerüchen hervorgerufen werden kann. Zu den am häufigsten verbreiteten olfaktophilen Praktiken gehört das Riechen an Füßen, an getragenen Socken, Schuhen oder benutzter Unterwäsche. Solch Verhalten wird im Rahmen einer sexualmedizinischen Diagnostik oder der Psychoanalyse aber erst dann als behandlungsbedürftige Störung verstanden, wenn der Fetisch als vollständiger Ersatz für die partnerschaftliche Sexualität dient, die sexuelle Befriedigung ohne Verwendung des Fetisch erschwert ist oder unmöglich erscheint und bei dem Betroffenen dadurch ein entsprechender Leidensdruck entsteht.
Die Abgrenzung zu quasi-fetischistischen Verhaltensweisen ist schwierig, beispielsweise das Riechen an der Unterwäsche des Partners, um sich diesen bei der Masturbation besser vorstellen zu können (pars pro toto), wird nicht zwangsläufig der Olfaktophilie zugeordnet, kann aber Ausdruck der latenten Neigung zum Geruchsfetischismus sein.
Mysophilie (griechisch μύσος músos, “unsauber, schmutzig”) ist eine sexuelle Präferenz, bei der sexuelle Erregung durch allgemein als unerfreulich angesehene Geruchs- oder Geschmacksempfindungen erlangt wird.

## Kulturelles Auftreten
- Johann Wolfgang von Goethe gestand Frau Charlotte von Stein, seiner Geliebten in den Jahren von 1775 bis 1788, eines ihrer Mieder entwendet zu haben, um nach Lust und Laune daran riechen zu können.
- Napoléon Bonaparte soll Joséphine während seiner Ägyptischen Expedition die Worte „Wasch Dich nicht mehr, ich komme bald zurück“ („Ne te lave pas, je reviens“) geschrieben haben.
- In Japan wurde 1993 der Versuch unternommen, Verkaufsautomaten für getragene Unterwäsche aufzustellen, die Betreiber wurden jedoch wegen gesetzlicher Verstöße verhaftet und die Automaten wieder abgebaut.[4] Es gab seither immer wieder Berichte über Sichtungen solcher Automaten in Japan.[5]